# La Partenope (Stampiglia)
La Partenope ist ein vielfach vertontes Libretto zu einer Opera seria in drei Akten von Silvio Stampiglia. Erstmals aufgeführt wurde das Werk in der Vertonung von Luigi Mancia in der Karnevalsaison 1699 im Teatro San Bartolomeo in Neapel. Spätere Fassungen stammen unter anderem von Leonardo Vinci, Georg Friedrich Händel und Antonio Vivaldi.

## Handlung
Die folgende Inhaltsangabe bezieht sich auf die von Luigi Mancia vertonte Erstfassung des Librettos (Neapel 1699).

### „Argomento“
“Fu Partenope figlia d’Eumelo Rè di Fera in Tessaglia, la quale partissi da Calcide dell’Isola d’Euboa oggi Negroponte sequendo l’augurio d’una bianca Colomba, e fece edificare una Città presso le sponde del Mar Tirreno, che fù detta Partenope, e poi fù chiamata Napoli. Ciò troverai nel Cap. II. del Primo Libro dell’Istoria della Città, e Regno di Napoli di Gio. Antonio Summonte. Il resto si finge.”

„Es war Partenope, die Tochter des Königs Eumelo von Fera in Thessalien, die dem Orakel einer weißen Taube folgend Chalkis auf der heute Negroponte genannten Insel Euboa verließ und eine Stadt in der Nähe der Küste des Tyrrhenischen Meeres errichten ließ, die Partenope und später Neapel genannt wurde. Dies findet sich im Kapitel II. des ersten Buches der Geschichte der Stadt und des Königreichs Neapel von Gio. Antonio Summonte. Der Rest ist erfunden.“

### Kurzfassung
Erster Akt. Mehrere Prinzen werben um die Hand der Königin Partenope. Ihr Favorit ist Arsace aus Korinth. Sie weiß jedoch nicht, dass er ihretwegen seine einstige Verlobte Rosmira verlassen hat. Armindo aus Rhodos hingegen wagt es kaum, Partenope seine Liebe zu gestehen. Außerdem trifft der Armenier Eurimene ein – in Wirklichkeit die verkleidete Rosmira, die sich an Arsace rächen will und ihn schwören lässt, ihre Identität nicht zu verraten. Auch Eurimene/Rosmira gibt vor, Partenope zu lieben. Emilio aus Cumae droht mit Krieg, sollte Partenope seine Werbung nicht annehmen. Da sie ablehnt, ist eine Schlacht unvermeidlich. Partenope selbst übernimmt das Kommando über ihre Truppen.
Zweiter Akt. Während des Kampfes rettet Armindo sie vor den Feinden. Arsace wiederum rettet Eurimene und nimmt Emilio gefangen. Bei der Siegesfeier reklamiert Eurimene/Rosmira den Sieg für sich selbst und diffamiert Arsace, der sich wegen seines Schwurs nicht zu verteidigen vermag. Die erboste Partenope lässt Eurimene verhaften. Arsace setzt sich für ihn ein und erreicht seine Freilassung. Seine Versuche, Rosmira zu versöhnen, bleiben dennoch erfolglos. Die anderen sind verwirrt über das merkwürdige Verhältnis von Arsace und Eurimene.
Dritter Akt. Eurimene enthüllt der Königin und den anderen Arsaces Vergangenheit und erklärt, dass er selbst von Rosmira gesandt wurde, um Arsace zum Duell herauszufordern. Partenope ist damit einverstanden. Eurimene erhält Unterstützung von Armindo, während Emilio auf Seiten Arsaces steht. Vor dem Kampf besteht Arsace darauf, dass beide Parteien mit nacktem Oberkörper kämpfen. So zwingt er Rosmira, ihre Identität zu offenbaren, ohne seinen Schwur zu brechen. Damit ist die Bahn frei für ein glückliches Ende: Partenope nimmt die Werbung Armindos an, Rosmira und Arsace versöhnen sich, und Emilio erhält die Freiheit.

### Erster Akt
Feierlich ausgestatteter Stadtteil am Meer mit zwölf Statuen der Sternbilder; in der Mitte ein Apollon-Altar mit dessen Statue
Szene 1. In einer öffentlichen Zeremonie bittet Königin Partenope den Gott Apollon um Schutz für die von ihr gegründete nach ihr benannte Stadt (heute Neapel). Das Volk jubelt ihr zu (Chor: „Viva viva Partenope viva“).
Szene 2. Partenope hat zwei Verehrer, die Prinzen Arsace von Korinth und Armindo von Rhodos. Arsace hat ihretwegen seine Verlobte Rosmira, die Prinzessin von Zypern, verlassen. Er ist überrascht, als ein fremder Armenier auftaucht, der dieser erstaunlich ähnlich sieht. Der Armenier behauptet, er heiße Eurimene und habe in einem Sturm Schiffbruch erlitten. Er bittet Partenope um Hilfe, da er bei dem Unglück seinen gesamten Besitz verloren habe.
Szene 3. Partenopes Hauptmann Ormonte berichtet, dass Teile des Landes von den Truppen des benachbarten Cumae besetzt worden seien. Deren Anführer Emilio habe einen Boten geschickt und wolle Partenope sprechen. Diese bittet Arsace, mitzukommen. Arsaces Gedanken gelten indessen noch der seltsamen Ähnlichkeit Eurimenes mit Rosmira (Arie Arsace: „O Eurimene ha l’idea di Rosmira“).
Szene 4. Eurimene/Rosmira horcht Armindo über die Verhältnisse an Partenopes Hof aus. Sie erfährt, dass Armindo die Königin liebt, diese ihm aber seinen Rivalen Arsace vorziehe. Sie fordert Armindo auf, Partenope seine Liebe zu offenbaren (Arie Rosmira: „Se non ti sai spiegar“). Armindo beschließt, Eurimenes Rat zu folgen (Arie Armindo: „Voglio dire al mio tesoro“).
Platz
Szene 5. Rosmiras Diener Beltramme trifft auf Partenopes Amme Anfrisa (Beltramme: „E pur gusto a l’altrui spese“). Nach einigen Missverständnissen (Anfrisa: „Nò, fatti avanti“) kommen sie sich näher und schwärmen über die Schönheit der Augen des jeweils anderen (Beltramme/Anfrisa: „Alma – Core – Gioja – Vita“).
Szene 6. Arsace kehrt zurück und stellt den vermeintlichen Eurimene zur Rede. Rosmira leugnet nicht, seine einstige Braut zu sein. Obwohl Arsace behauptet, dass er sie noch immer liebe, glaubt sie ihm nicht (Rosmira: „Un’altra volta ancor“). Sie ist sogar bereit, ihm seine Werbung um den Thron Neapels zu vergeben, doch er muss schwören, ihre Identität unter allen Umständen geheim zu halten (Rosmira: „Chi tanto t’ama“). Arsace stellt fest, dass er noch immer Gefühle für Rosmira hat (Arsace: „Sempre il più dolce strale“).
Loggien, die zu den königlichen Gemächern führen
Szene 7. Partenope vergewissert sich bei Ormonte, dass ihre Truppen kampfbereit sind (Ormonte: „Se nemico à tè sen viene“).
Szene 8. Zögernd erklärt Armindo Partenope seine Liebe (Armindo: „Sono amante, mà chi sia“). Sie weist ihn ab, da ihr Herz bereits Arsace gehört, zeigt aber Mitgefühl (Partenope: „Amar io ti vorrei“).
Szene 9. Partenope erzählt Arsace von den Gefühlen Armindos, dessen Treue sie viel verdanke.
Szene 10. Als Eurimene/Rosmira hinzukommt, teilt Partenope ihm mit, dass Arsace ihr Favorit sei. Eurimene gibt vor, darüber erschüttert zu sein, da er sich selbst in Partenope verliebt habe. Partenope kann ihm keine Hoffnung machen, sondern erklärt stattdessen Arsace ihre Liebe (Arie Partenope: „Solo per tè ben mio“). Rosmira wirft Arsace seine Treulosigkeit vor und schwört Rache (Arie Rosmira: „Impara infido impara“). Arsace kann sich nicht zwischen den beiden Frauen entscheiden (Arie Arsace: „Dimmi pietoso Ciel“).
Szene 11. Beltramme und Anfrisa plänkeln erneut miteinander (Anfrisa: „Per mantenervi bello“ – Beltramme: „Se tu vuoi, che la femina goda“).
Königliches Gemach
Szene 12. Ormonte führt Emilio zur Audienz mit Partenope, an der auch Eurimene, Arsace und Armindo teilnehmen. Emilio versichert Partenope, dass er nicht als Feind gekommen sei, sondern um ihre Hand anhalten wolle, da er sie liebe. Falls sie ablehne, werde er aber zu Waffengewalt greifen. Da ihn Partenope voller Abscheu zurückweist, bereitet sich Emilio siegessicher auf den Krieg vor (Arie Emilio: „Anch’io pugnar saprò“).
Szene 13. Da sich Arsace, Armindo und Eurimene nicht einigen können, wer von ihnen die neapolitanischen Truppen führen darf, beschließt Partenope, selbst als Amazone das Oberkommando zu übernehmen (Arie Partenope: „Io ti levo l’Impero de l’armi“).
Szene 14. Auch Eurimene/Rosmira will am Kampf teilnehmen. Arsace versucht, ihr das auszureden, da er sich um ihre Sicherheit sorgt (Arie Arsace: „E figlio il mio timore“).
Szene 15. Armindo fühlt sich von Eurimene verraten, dem er seine Gefühle anvertraut habe und der dann selbst um seine Geliebte werbe (Rosmira: „Di me ti fida“ – Armindo: „Cieco amore“).

### Zweiter Akt
Mit Zelten bedecktes Feld, auf dem Emilios Armee stationiert ist
Szene 1. Die Schlacht beginnt. Armindo rettet Partenope vor einem Angriff feindlicher Soldaten. Emilio überwältigt Eurimene/Rosmira im Zweikampf, doch Arsace kann sie befreien und im Gegenzug Emilio gefangen nehmen. Damit steht der Sieg fest. Ormonte bringt weitere Gefangene und Kriegsbeute, und alle preisen die siegreiche Königin Partenope (Chor: „Ti circondi la gloria di allori“).
Straße der Stadt, die zu einem Tor derselben führt
Szene 2. Beltramme und Anfrisa unterhalten sich über die gewonnenen Schlacht. Beltramme erklärt Anfrisa seine Liebe. Er hat zwar kein Geld, will ihr aber dienen (Beltramme: „Amore à tempo antico“ – Anfrisa: „Con la Donna haver conviene“ – Duett: „Io son discreta“).
Szene 3. Partenope erscheint in einer großen Kutsche zur Siegesfeier (Arie Partenope: „Care mura in sì bel giorno“). Bacchanten tanzen, und die Gefangenen und die Beute werden dem Volk präsentiert. Großzügig lässt Partenope Emilio die Fesseln lösen. Dieser weist sie auf die Heldenhaftigkeit Armindos hin. Eurimene/Rosmira stimmt zu und ergänzt, dass sich andererseits Arsace keineswegs ausgezeichnet hätte, nachdem er selbst Emilio überwältigt habe. Obwohl Emilio dieser Lüge widerspricht, zeigt sich Arsace nicht beleidigt, sondern überlässt Eurimene sogar einen Teil des Ruhms. Die anderen verstehen sein Verhalten nicht. Partenope lässt Eurimene wegen seiner fortgesetzten Provokationen gegen ihren Geliebten verhaften (Arie Partenope: „Voglio amare in fin“).
Szene 4. Arsace versucht vergeblich, Rosmira zur Versöhnung zu bewegen. Armindo und Emilio wundern sich über dessen vermeintliche Feigheit und die Aggressivität, mit der Eurimene auf ihn reagiert.
Szene 5. Als Armindo und Emilio Eurimene/Rosmira darauf ansprechen, verteidigt er zu deren Verblüffung den Angegriffenen und vergleicht seinen Mut mit dem eines Löwen (Duett Armindo/Emilio: „Sai qual lampo“).
Szene 6. Beltramme versteht nicht, warum Rosmira den noch immer geliebten Arsace so behandelt. Rosmira entgegnet, dass ihr Herz zwei Feinde habe: die Liebe und die Eifersucht (Arie Rosmira: „Due nemici del mio core“). Beltramme findet das Verhalten der Frauen widersprüchlich (Arie Beltramme: „Se volesse il mio destino“).
Königlicher Saal
Szene 7. Arsace bittet Partenope, Eurimene zu vergeben. Obwohl er dafür außer einem „unerklärlichen Impuls“ keine Gründe nennt, zeigt sich die Königin ihm zuliebe gnädig. Eurimene wird zwar vom Hof verbannt, doch freigelassen. Ormonte soll ihm ausdrücklich auf Arsaces Fürsprache hinweisen. Arsace ist dennoch unglücklich (Arie Arsace: „Dir l’affanno il cor non vuole“).
Szene 8. Armindo versichert Partenope noch einmal seiner Liebe (Arie Armindo: „Non chiedo ò luci vaghe“). Sie erkennt seine Treue an, bevorzugt aber immer noch Arsace (Arie Partenope: „Il genio con amare“ – Arie Armindo: „Quante volte il matrimonio“).
Szene 9. Als Ormonte Eurimene/Rosmira freilässt und auf die Verbannung hinweist, erklärt dieser, dass er Arsace niemals allein lassen werde. Ormonte rät ihm, seine Gefühle zu unterdrücken (Arie Ormonte: „La pena tua qual sia“).
Szene 10. Eurimene/Rosmira verspricht Armindo seine Hilfe. Er solle der Königin mitteilen, dass er ihr ein Geheimnis offenbaren wolle. Dieses werde Partenopes Herz von Arsace ab- und ihm zuwenden. Armindo beginnt zu hoffen (Arie Armindo: „La speranza lusinghiera“).
Szene 11. Obwohl Arsace Rosmira erneut seine Liebe erklärt, findet sie, dass ihre Rache noch nicht vollendet ist (Rosmira: „Torni à giurarmi fè“). Arsace sieht seine Schuld ein (Arie Arsace: „Amanti voi, che andate“).

### Dritter Akt
Große Galerie
Szene 1. Arsace grübelt noch über die Grausamkeit Rosmiras nach (Arie Arsace: „Non è satio, e non si stanca“), als Partenope, Armindo und Emilio eintreffen. Armindo bittet Partenope, Eurimene noch einmal zu empfangen, um dessen Geheimnis zu erfahren. Die Königin stimmt zu. Armindo und Emilio beneiden Arsace trotz seiner gegenwärtigen Niedergeschlagenheit (Quartett Armindo/Emilio/Arsace/Partenope: „Non è incauto il mio consiglio“).
Szene 2. In Gegenwart der anderen Prinzen enthüllt Eurimene/Rosmira daraufhin, dass Arsace einst der zyprischen Prinzessin Rosmira die Ehe versprochen und diese dann zugunsten Partenopes verlassen habe (Rosmira: „Arsace, oh Dio, così“). Sie habe ihn (Eurimene) nach Neapel gesandt, um Arsace zum Zweikampf herauszufordern. Die vom Verhalten ihres Geliebten zutiefst enttäuschte Partenope erklärt nun Armindo ihre Liebe (Arie Partenope: „Non sempre porta amor“).
Szene 3. Eurimene/Rosmira bittet Armindo, ihm im Duell zu sekundieren. Emilio hingegen spricht Arsace Mut zu (Arie Armindo: „Mi dispiaccion le tue pene“).
Szene 4. Rosmira weist einen weiteren Versöhnungsversuch Arsaces zurück (Arie Rosmira: „Dimmi, ingrato mi credi infedele?“ – Arie Arsace: „Mi schernisci, e questa è fede?“).
Garten
Szene 5. Partenope ernennt Ormonte zum Schiedsrichter des Zweikampfs. Anschließend macht sie Armindo Hoffnung, dass sich ihre Gefühle ihm zuwenden könnten (Arie Partenope: „Chi soffre, e serba fè“). Armindo ist zuversichtlich, endlich seine Wünsche erfüllt zu sehen (Arie Armindo: „Al doce mio contento“).
Szene 6. Beltramme und Anfrisa kommentieren das Geschehen aus ihrer Sicht (Beltramme: „In amore il mancar di parola“ – Beltramme: „Tu sei vecchia cucca“ – Anfrisa: „Di mala qualità“).
Hängende Loggien, die vom Palastgarten zum Wald führen
Szene 7. Arsace schläft übermüdet ein (Arsace: „Ma quai note di mesti lamenti“).
Szene 8. Rosmira traut ihm immer noch nicht. Falls es ihm aber gelingen sollte, ihr Geheimnis zu wahren, wäre dies ein gutes Zeichen. Sie gönnt ihm seine Ruhe (Arie Rosmira: „Dorman gl’occhi al sonno in braccio“).
Szene 9. Partenope beobachtet, wie Eurimene ihren hilflosen Feind nicht heimtückisch ersticht, sondern ihn aufweckt. Als Arsace dabei versehentlich Rosmiras Namen nennt, verstärkt dies Partenopes Zorn (Terzett Partenope/Arsace/Rosmira: „Un core infedele“). Arsace ist verzweifelt („Imparate ò cori amanti“).
Szene 10. Ormonte, Armindo und Emilio sehen dem Zweikampf gespannt entgegen (Arie Ormonte: „Degna gloria, vi guidi al’impresa“ – Arie Emilio: „Hò nemico amore, e l’armi“ – Arie Armindo: „Destommi amore“).
Szene 11. Beltramme und Anfrisa unterhalten sich über die Musik der anderen Charaktere (Duett: „Tutta son giubilo“).
Der für das Duell vorgesehene umzäunte Platz
Szene 12 (ultima). Nachdem Ormonte Eurimenes Herausforderung vorgelesen hat, gibt Partenope ihr Einverständnis zum Kampf. Arsace zögert jedoch, mit Rosmira zu kämpfen. Als ihm die anderen Feigheit vorwerfen, erklärt er, dass auf einem Kampf mit nacktem Oberkörper bestehe. Das kann Rosmira nicht zulassen. Sie gibt sich öffentlich als Rosmira zu erkennen. Damit löst sich der Konflikt. Partenope verkündet, dass sie Armindo heiraten wolle, und auch Rosmira und Arsace finden wieder zusammen. Emilio wird freigelassen. Er wird zwar nicht Partenope Gatte, erhält aber ihre Freundschaft. Alle bejubeln die Königin (Chor: „Viva viva Partenope bella“).

## Werkgeschichte
Partenope ist eines der fünf ersten Libretti Silvio Stampiglias, die er in Neapel schrieb, als er für den Herzog von Medinaceli (damals Vizekönig von Neapel) arbeitete. Diese Texte verbinden komische und ernste Szenen, wobei die ernsten Charaktere oft lächerlicher wirken als ihre Diener.
Diese Oper ist das erste Werk, das sich auf Gründungsmythos der Stadt Neapel bezieht. Demnach war Partenope eine der drei singenden Sirenen, die Odysseus während seiner Irrfahrten überwand. Partenopes Körper wurde anschließend an die Küste geschwemmt, woraufhin sich die dortige Stadt ihr zu Ehren in „Partenope“ umbenannte. Später erreichte eine griechische Prinzessin gleichen Namens diesen Kultort und gründete eine neue Stadt Partenope, die sich zunächst im Kampf gegen das benachbarte Cumae behaupten musste.
In der Oper wird die Königin Partenope von mehreren Prinzen umworben. Damit spielte Stampiglia auf die politische Situation Neapels unmittelbar vor dem Spanischen Erbfolgekrieg an. Neapel wurde damals an Ansehen und wohl auch an Bedeutung nur von Spanien selbst übertroffen, was Begehrlichkeiten der Habsburger, der Bourbonen und der Wittelsbacher weckte. Dasselbe Motiv setzte Stampiglia auch in seiner Nachfolgeoper Eraclea (1700, erste Vertonung von Alessandro Scarlatti) ein. Da zu diesem Zeitpunkt aber der Wittelsbacher Kandidat bereits verstorben war, reduzierte er hier die Anzahl der Bewerber auf zwei.
Die erste Vertonung stammt von Luigi Mancia. Sie wurde in der Karnevalsaison 1699 im Teatro San Bartolomeo in Neapel uraufgeführt.
Partenope kam in der ersten Hälfte des 18. Jahrhunderts auf mindestens 36 Produktionen und erreichte in der Vertonung von Manuel de Sumaya sogar Mexiko. Sie ist damit die erste in Amerika gezeigte italienische Oper.

## Vertonungen
Folgende Komponisten vertonten dieses Libretto:
| Komponist                               | Uraufführung                                    | Aufführungsort | Anmerkungen |  |
| --------------------------------------- | ----------------------------------------------- | -------------- | --- |  |
| Luigi Mancia                            | Karneval 1699, Teatro San Bartolomeo            | Neapel         | 1710 in Brescia; am 5. Januar 1715 in Rimini |  |
| Antonio Caldara                         | 12. Mai 1701, Theater                           | Mantua         | 1704 im Teatro Sant’Agostino in Genua; am 26. Dezember 1707 im Teatro San Giovanni Crisostomo in Venedig |  |
| Anonym                                  | Herbst 1701, Teatro Cocomero                    | Florenz        | als Partenope |  |
| Giuseppe Boniventi mit Antonio Caldara  | Maimesse 1709, Teatro Bonacossi                 | Ferrara        | |  |
| Luca Antonio Predieri                   | 28. Oktober 1710, Teatro Marsigli-Rossi         | Bologna        | überarbeitet zur Messe 1715 als Il trionfo di Partenope im Teatro Obizzi in Padua; am 26.(?) Dezember 1718 als Partenope im Teatro Cocomero in Florenz; überarbeitet im Herbst 1720 im Teatro Molza in Modena |  |
| Manuel de Sumaya                        | 1. Mai 1711, Real Palacio                       | Mexiko-Stadt   | |  |
| Anonym                                  | 26. Dezember 1712, Teatro Regio Ducale          | Mailand        | |  |
| Anonym                                  | Karneval 1713, Theater                          | Livorno        | |  |
| Antonio Quintavalle                     | 1713, Teatro Gaudenti                           | Trento         | |  |
| Anonym                                  | 26. Dezember 1718, Teatro Formagliari           | Bologna        | |  |
| Anonym                                  | 6. Januar 1719, Teatro Nuovo                    | Recanati       | |  |
| Domenico Sarro                          | 16. Dezember 1722, Teatro San Bartolomeo        | Neapel         | als Partenope; mit Faustina Bordoni als Rosmira, Antonia Margherita Merighi als Arsace und Annibale Pio Fabbri als Armindo; überarbeitet am 21. Januar 1723 im selben Theater; Karneval 1724 im Teatro della Pace in Rom; am 15. Januar 1729 im Teatro Pubblico in Foligno; im September 1729 in Pesaro; überarbeitet am 13. Februar 1734 im Teatro Tordinona in Rom; Neufassung am 4. November 1739 im Teatro San Carlo in Neapel |  |
| Leonardo Vinci → La Rosmira fedele      | 31. Januar 1725, Teatro San Giovanni Crisostomo | Venedig        | als La Rosmira fedele; mit Faustina Bordoni als Rosmira und Antonia Margherita Merighi als Partenope; als Pasticcio Rosmira am 8. Februar 1738 in Klagenfurt; als Pasticcio Rosmira im Herbst 1739 im Theater am Tummelplatz in Graz |  |
| Anonym                                  | 7. Juli 1725, Teatro de’ Nobili                 | Perugia        | als La Rosmira |  |
| Pietro Vincenzo Chiocchetti             | Karneval 1726, Teatro Sant’Agostino             | Genua          | als Partenope; Wiederaufnahme im Januar 1742 |  |
| Georg Friedrich Händel → Partenope      | 24. Februar 1730, King’s Theatre am Haymarket   | London         | als Partenope/Parthenope; Wiederaufnahme am 12. Dezember 1730; am 12. September 1731 im Teatro Ducal in Saltzthal; Wintermesse 1732 im Theater Braunschweig; 1736 in der Oper am Gänsemarkt in Hamburg; am 29. Januar 1737 in Covent Garden in London |  |
| Eustachio Bambini mit Orseler und Saitl | Juli 1733, Theater                              | Holešov        | als Partenope |  |
| Antonio Vivaldi → Rosmira               | 27. Januar 1738, Teatro Sant’Angelo             | Venedig        | als Pasticcio Rosmira; Karneval 1740 im Palazzo Provinciale in Ljubljana |  |
| Pietro Pellegrini                       | Sommer 1745, Teatro Regio Ducale                | Mailand        | als Rosmira |  |
| Anonym                                  | Karneval 1746, Teatro Cocomero                  | Florenz        | als Rosmira |  |
| Anonym                                  | 10. Oktober 1746, Theater                       | Hamburg        | |  |
| Giuseppe Scarlatti                      | 25. Januar 1749, Teatro Regio                   | Turin          | als Partenope |  |
| Gioacchino Cocchi                       | 30. Mai 1753, Teatro San Samuele                | Venedig        | als La Rosmira fedele |  |
| Felice Giardini                         | 30. April 1757, King’s Theatre am Haymarket     | London         | als Rosmira |  |

## Digitalisate
1. ↑  Luigi Mancia: Partenope. Libretto (italienisch), Neapel 1699. Digitalisat im Museo internazionale e biblioteca della musica di Bologna.
2. ↑  Antonio Caldara: La Partenope. Libretto (italienisch), Mantua 1701. Digitalisat im Museo internazionale e biblioteca della musica di Bologna.
3. ↑  Anonym: Partenope. Libretto (italienisch), Florenz 1701. Digitalisat im Museo internazionale e biblioteca della musica di Bologna.
4. ↑  Giuseppe Boniventi: La Partenope. Libretto (italienisch), Ferrara 1709. Digitalisat im Museo internazionale e biblioteca della musica di Bologna.
5. ↑  Luca Antonio Predieri: Partenope. Libretto (italienisch), Bologna 1710. Digitalisat bei Google Books.
6. ↑  Anonym: La Partenope. Libretto (italienisch), Mailand 1713. Digitalisat im historischen Archiv des Teatro La Fenice.
7. ↑  Anonym: La Partenope. Libretto (italienisch), Livorno 1712. Digitalisat im Corago-Informationssystem der Universität Bologna.
8. ↑  Antonio Quintavalle: La Partenope. Libretto (italienisch), Trento 1713. Digitalisat im Museo internazionale e biblioteca della musica di Bologna.
9. ↑  Anonym: La Partenope. Libretto (italienisch), Bologna 1719. Digitalisat im Museo internazionale e biblioteca della musica di Bologna.
10. ↑  Anonym: La Partenope. Libretto (italienisch), Macerata 1719. Digitalisat im Museo internazionale e biblioteca della musica di Bologna.
11. ↑  Domenico Sarro: Partenope. Libretto (italienisch), Rom 1724. Digitalisat im Internet Archive.
12. ↑  Leonardo Vinci: Rosmira. Libretto (italienisch), Venedig 1725. Digitalisat der Fondazione Giorgio Cini.
13. ↑  Anonym: La Rosmira. Libretto (italienisch), Perugia 1725. Digitalisat im Museo internazionale e biblioteca della musica di Bologna.
14. ↑  Georg Friedrich Händel: Partenope. Libretto (italienisch/englisch), London 1730. Digitalisat im Internet Archive.
15. ↑  Vivaldi: Rosmira. Libretto (italienisch), Venedig 1738. Digitalisat der Library of Congress.
16. ↑  Pietro Pellegrini: Rosmira. Libretto (italienisch), Mailand 1745. Digitalisat der Biblioteca Nazionale Braidense.
17. ↑  Anonym: Rosmira. Libretto (italienisch), Florenz 1746. Digitalisat im Museo internazionale e biblioteca della musica di Bologna.
18. ↑  Anonym: La Partenope. Libretto (italienisch/deutsch), Hamburg 1746. Digitalisat der Staatsbibliothek zu Berlin.
19. ↑  Giuseppe Scarlatti: Partenope. Libretto (italienisch), Turin 1749. Digitalisat des Münchener Digitalisierungszentrums.
20. ↑  Gioacchino Cocchi: La Rosmira fedele. Libretto (italienisch), Venedig 1753. Digitalisat der Library of Congress.